# Моренозит
Моренозит (англ. Morenosite) — минерал семейства сульфаты и группы эпсомит. Назван в честь испанского фармацевта и химика Королевской академии естественных наук Антонио Морено Руиса (1796—1852).

## Описание
Морезонит — изумрудно-зеленый или зеленовато-белый минерал со стекловидным блеском, который кристаллизуется в орторомбической системе. Встречается в виде мелких кристаллов, сталактитов или корок. Натуральные кристаллы имеют игольчатую форму, а синтетические — призматические. Его формула — NiSO4 · 7H2O, он растворим в воде и обезвоживается на открытом воздухе, превращаясь в ретгерцит (NiSO4 · 6H2O). Во избежание потери воды его следует хранить в закрытом или пластиковом контейнере. Он образует полный ряд твердых растворов с эпсомитом (MgSO4 · 7H2O).
Согласно классификации никеля Карла Струнца, моренозит относится к «07.CB: Сульфаты (селенаты и др.) Без дополнительных анионов, с H2О, с катионами среднего размера».

## Формирование и залежи
Это вторичный минерал, обнаруженный в окисленной зоне гидротермальных залежей минералов, содержащих никель. Формируется в водном растворе при температуре ниже 31,5°C. Отложения моренозита встречаются довольно редко. Топотип находится на мысе Ортегаль (Ла-Корунья, Испания). Обычно он связан с другими минералами, такими как ретгерсит (или ретгерцит), никельгексагидрит, аннабергит и миллерит.
Морезонит является природным аналогом никелового купороса (сулафата никеля (II)).